# Subdivisões da Romênia
A Romênia é uma nação composta de quatro grandes regiões históricas, a Transilvânia, a Valáquia, a Moldávia romena e a Dobruja.

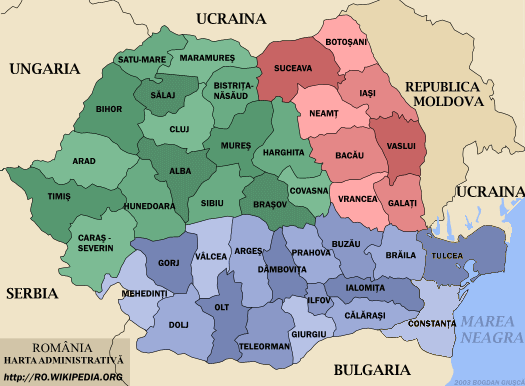
As quatro grandes regiões históricas da Roménia atual:
Transilvânia - verde
Valáquia - azul
Moldávia romena - vermelho
Dobruja -amarelo

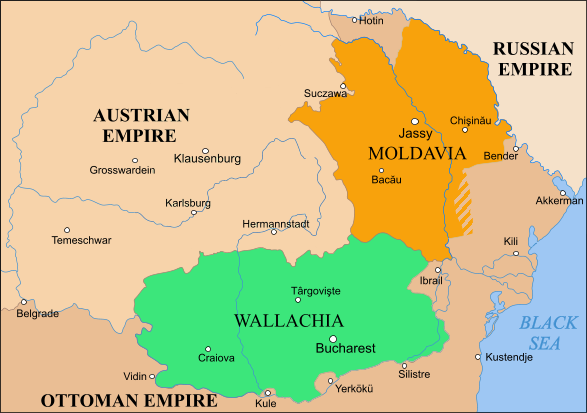
As três regiões históricas entre 1793 e 1812.

## Divisões históricas
A Transilvânia é, por sua vez, subdividida em três sub-regiões históricas: o Banato, Crişana e Maramureş. A Bucovina é uma subdivisão da Moldávia. A Valáquia subdivide-se em duas áreas históricas: a Muntênia e a Oltênia.

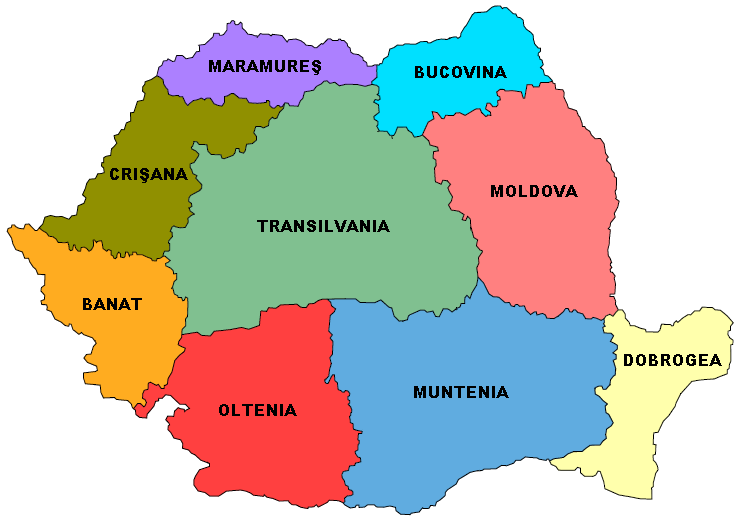
As regiões e sub-regiões históricas da Romênia atual.

## Divisões estatísticas

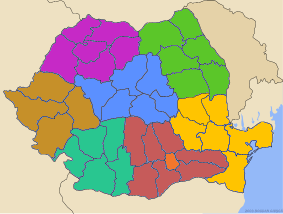

Estatisticamente, a Romênia é dividida em oito regiões de desenvolvimento, correspondentes às regiões  NUTS de nível 2. 
- Noroeste (Nord-Vest)
- Centro (Centru)
- Nordeste (Nord-Est)
- Sudeste (Sud-Est)
- Sul-Munténia (Sud - Muntenia)
- Bucareste-Ilfov (Bucureşti - Ilfov)
- Sudoeste Olténia (Sud-Vest Oltenia)
- Oeste (Vest)

## Divisões administrativas

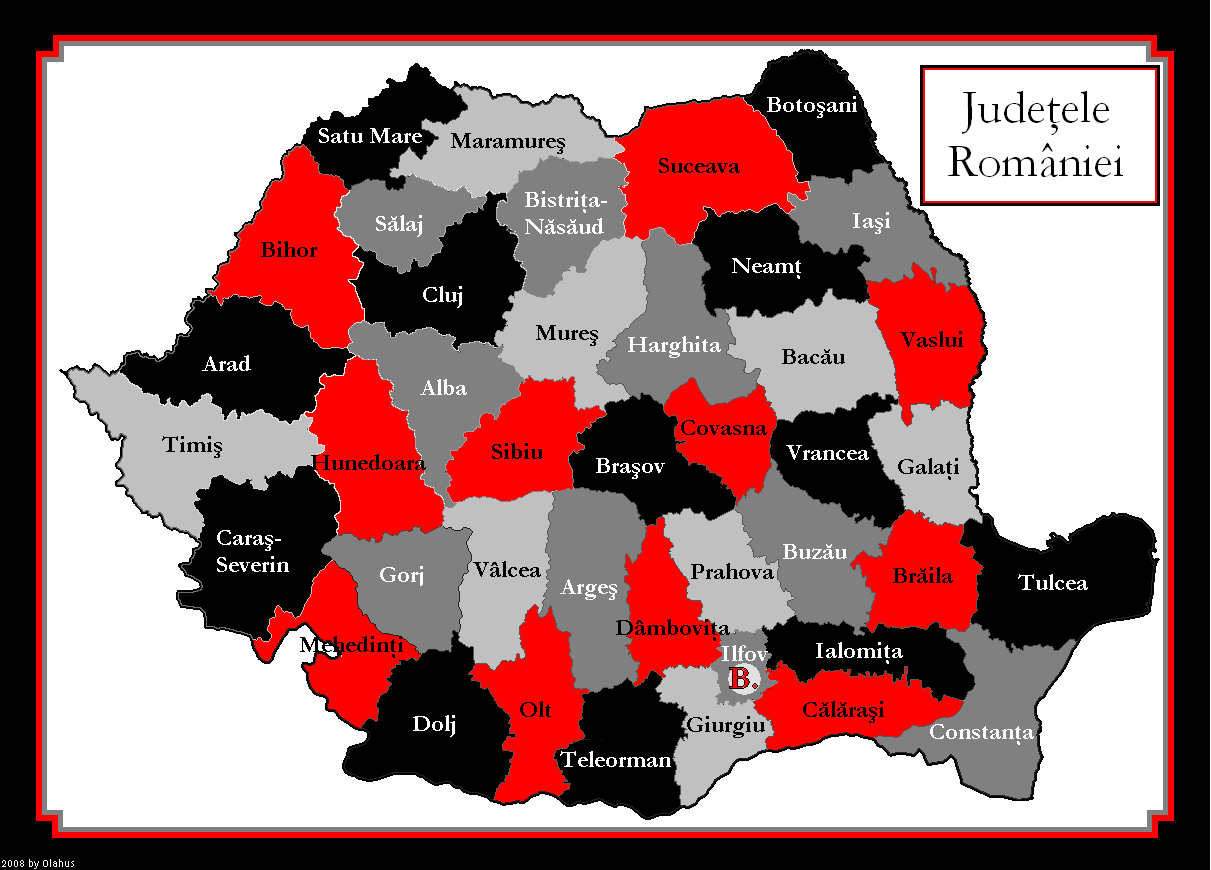
Judeţe romenos

A Romênia é dividida administrativamente em 41 judeţe (regiões), mais o município (municipiu) de Bucareste, a capital, constituindo as NUTS de nível 3.
Estes 41 judeţe são divididos em 2.686 comunas (comune - para áreas rurais), 169 cidades (oraşe - para áreas urbanas) e 96 municípios (municipii - para grandes áreas urbanas). Na Romênia, o status de município é dado apenas a grandes cidades, o que possibilita uma administração menos centralizada.